# Коронавірусна хвороба 2019 в Антарктиді
Спалах коронавірусної хвороби 2019 в Антарктиді — це поширення пандемії коронавірусної хвороби 2019 на територію континента Антарктида. Через свою віддаленість Антарктида стала останнім континентом, на якому підтверджено випадки коронавірусної хвороби, та стала одним з останніх регіонів світу, які безпосередньо постраждали від пандемії. Перші випадки хвороби на континенті зареєстровані лише в грудні 2020 року, майже через рік після того, як у Китаї були виявлені перші випадки коронавірусної хвороби. Ще до того, як було повідомлено про перші випадки на континенті, пандемія коронавірусної хвороби побічно впливала на діяльність людини в Антарктиді.

## Вплив на наукові дослідження
Особи, які приїжджають на дослідні станції в Антарктиді, повинні відбути карантин та пройти скринінгове обстеження на COVID-19. Антарктичні дослідницькі станції Австралії, Норвегії та Німеччини забезпечені респіраторами та тестами на коронавірус; поки що невідомо, чи забезпечені ними дослідницькі станції США та Великої Британії. Британська антарктична служба провела попереджувальні заходи щодо запобігання поширення коронавірусної хвороби на антарктичних станціях.
Вплив пандемії коронавірусної хвороби на транспортне сполучення спричинив труднощі при вивезенні співробітників Британської антарктичної служби з Антарктиди.
Станом на 14 квітня 2020 року, на базах в Антарктиді знаходяться лише кістяк персоналу станцій, прибуття на станції було обмежено, що вплинуло на наукові дослідження. Низка наукових конференцій на антарктичну тематику, які були заплановані на середину 2020 року, були скасовані у зв'язку з пандемією.

## Випадки хвороби
У квітні 2020 року на круїзному судні, що прямувало до Антарктиди, було майже 60 % пасажирів з позитивним тестом на COVID-19. Судно затримали в Уругваї, де пасажирам не дозволили висадитися на берег.
Про перші офіційні випадки хвороби в Антарктиді повідомлено 21 грудня 2020 року урядом Чилі. Щонайменше у 36 осіб, у тому числі 10 цивільних та 26 офіцерів чилійської армії та ВМС Чилі, підтверджено позитивний тест на COVID-19 на антарктичній станції «Генерал Бернардо О'Гіґґінс» (в континентальній частині Антарктики), де вони проводили планові роботи з технічного обслуговування бази. Розгорнута клінічна картина хвороби у більшості з них розвинулась на борту корабля, яким їх евакуювали з бази, і більшість хворих отримали кваліфіковану медичну допомогу вже після прибуття до пунктів призначення Пунта-Аренас і Талькауано.
14 грудня 2021 року на бельгійській дослідницькій станції «Принцеса Елізабет» на Землі Королеви Мод було виявлено випадок коронавірусної хвороби. Подальші тести виявили ще 2 випадки, які згодом були евакуйовані зі станції 23 грудня. В 11 із 30 осіб, які перебували на станції, підтвердився позитивний результат тестування на коронавірус.
12 січня 2022 року на аргентинській базі Есперанса було виявлено 13 позитивних тестувань на коронавірус. Подальші тести виявили ще 11 випадків хвороби, загалом 24 випадки хвороби.
13 вересня 2022 року один випадок хвороби було виявлено на станції Дейвіс в Австралійській антарктичній території. Перший неуточнений випадок виявлено в порту Гобарта 10 січня 2022 року.
Перший підтверджений випадок на станції Мак-Мердо на острові Росса було виявлено в серпні 2022 року. До листопада було підтверджено інфікування 10 % населення станції. Станом на лютий 2023 року на континенті загалом виявлено 175 випадків хвороби. Коронавірус також досяг південнополярної станції Амундсен-Скотт і Західно-Антарктичного льодовикового поділу.
8 листопада 2022 року було виявлено 20 випадків хвороби  на станції Дюмон-Дюрвіль на Землі Аделі. У 20 з 21 присутніх на станції був позитивний тест на коронавірус.
У лютому 2023 року коронавірус досяг новозеландської бази Скотт, розташованої за кілька кілометрів від станції Мак-Мердо.

## Вакцинація
18 березня 2021 року ВПС Чилі повідомили, що зробили щеплення 49 членам свого персоналу в Антарктиді, ставши першою країною, яка почала вакцинацію проти COVID-19 на континенті.
7 жовтня 2021 року вакцина AstraZeneca була доставлена в Антарктиду для щеплення 23 співробітників, які працюють у British Antarctic Survey на станції Ротера.